# Altyn Asyr
Altyn Asyr (dt.: „Goldenes Zeitalter“, Bereket russisch Берекет, „Fruchtbarkeit“) ist ein Ort im Distrikt Tejen etraby, Ahal welaýaty, Turkmenistan. Der Distrikt ist bekannt für Baumwollanbau.

## Geographie
Der Ort liegt im Distrikt Tejen der Provinz Ahal, im Süden von Turkmenistan. Die M37 verläuft nördlich des Ortes und verbindet ihn mit der Distriktshauptstadt Tejen im Nordwesten. Südlich des Ortes verläuft schnurgerade nach Sarahs im Südosten die P 7 in der Ebene.

## Name
Altyn Asyr bedeutet im Turkmenischen „Goldenes Zeitalter“. Der Name stammt aus der post-sowjetischen Ära der Unabhängigkeit Turkmenistans, vor allem aus der Zeit von Präsident Saparmyrat Nyýazow.

## Geschichte
Der Ort wurde auf der Basis einer sowjetischen Baumwoll-Sowchose „Tejen“ (совхоз "Теджен") gegründet. Nach der Unabhängigkeit wurden die Volkseigenen Güter und Produktionsgenossenschaften zu Dörfern und Städten umorganisiert. Tejen State Farm wurde eine Stadt und ursprünglich „Bereket“ (Fruchtbar) benannt. 2000 wurde die Stadt in Altyn Asyr umbenannt und zum administrativen Zentrum eines neuen Distrikts mit demselben Namen umorganisiert aus Teilen der Distrikte Sarahs, Tejen und Kaka. Am 28. April 2016 wurde Altyn Asyr erneut aufgewertet zu einer Stadt-in-einem-District. Der Altyn Asyr District wurde dann am 5. Januar 2018 jedoch durch eine Parlamentsorder wieder aufgehoben und das Territorium auf die Distrikte Tejen, Kaka und Sarahs aufgeteilt. Die Stadt Altyn Asyr wurde dem Tejen District zugeteilt.

## Persönlichkeiten
- Tschary Hanamov (turkmenisch Çary Hanamow, russisch Чары Ханамов), ehemaliger Direktor der Sowchose verfasste eine Autobiographie.[7] Er war 1976 als Held der sozialistischen Arbeit ausgezeichnet worden.[8]
- Nurmuhammet Hanamow, der Sohn, diente als Botschafter in der Türkei und ging später ins Exil als Oppositionsführer.[9][10][11]

## Film
1969 wurde die Tejen Sowchose in einem Propagandafilm dargestellt.